# 册子乡
册子乡是浙江省舟山市定海区下属的一个已撤销的乡，位于定海区西北部，辖有册子岛、大菜花山、小菜花山、老虎山、墨斗山诸岛屿。总面积14.7平方公里，人口约4千人，2013年8月29日撤销，与原岑港镇合并设立岑港街道。

## 行政区划
长白乡辖有3个行政村，以及3个渔农村新型社区：
- 行政村：册北村、南岙村、桃夭门村；
- 渔农村新型社区：册北社区(册北村)、南岙社区(南岙村)、桃夭门社区(桃夭门村)。